# NGC 2867
NGC 2867是位于船底座的行星状星云，大小为14角秒。它是由英国天文学家约翰·赫歇尔在1834年4月1日首先发现，当时他以为是新行星。